# 英式瑪芬

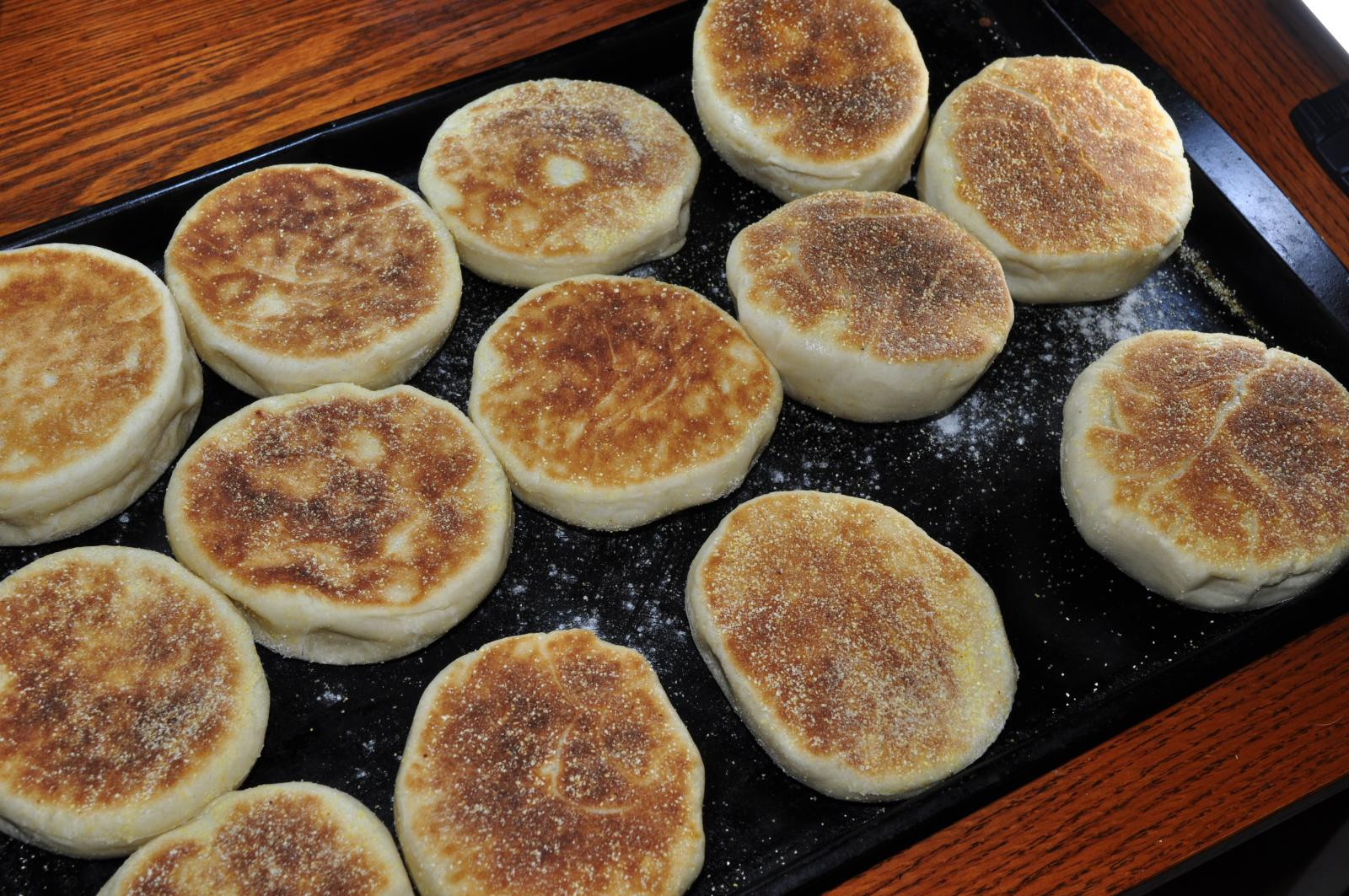
英式瑪芬

英式瑪芬（English Muffin）是種英國麵包，通常會切開兩半煎烤，當成早餐吃。
麥當勞的滿福堡系列就是使用英式瑪芬製作。

## 相關
- 瑪芬（Muffin）
- 司康餅（Scone）